# Pasch-tétel
A Pasch-tétel a geometria egyik tétele, amely kimondja, hogy egy egyenes tetszőleges négy pontja mindig megjelölhető {\displaystyle A,B,C,D} címkékkel úgy, hogy a {\displaystyle B} pont az {\displaystyle A} és {\displaystyle C} között és ugyanakkor az {\displaystyle A} és {\displaystyle D} között legyen, a {\displaystyle C} pont pedig az {\displaystyle A} és {\displaystyle D} és ugyanakkor a {\displaystyle B} és {\displaystyle D} között legyen.

## Története
Ezt a tételt Moritz Pasch vizsgálta először részletesen Vorlesungen über neuere Geometrie című könyvében, amely 1882-ben jelent meg. Ebben kimutatta, hogy Euklidész ezt a tulajdonságot anélkül használja fel Elemek című munkájában, hogy explicit axiómaként kimondaná. Ezeket az eredményeket felhasználva vette fel Hilbert ezt az axiómát saját axiómarendszerébe a Pasch-axiómával együtt a Grundlagend der Geometrie első kiadásában. Azonban E. H. Moore amerikai matematikus 1902-ben bebizonyította, hogy ez az állítás levezethető Hilbert többi axiómájából, ezért a Grundlagen der Geometrie 1903-as második kiadásában már csak tételként szerepel az állítás.